# Rodzina Czarnej Partyzantki

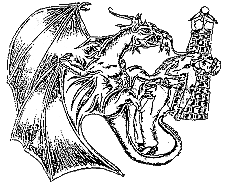
Symbol gangu

Rodzina Czarnej Partyzantki (ang. Black Guerrilla Family, BGF) – amerykański gang więzienny i uliczny.

## Historia
Założona w 1966 roku w więzieniu San Quentin State Prison w Kalifornii. Założycielem grupy był dawny aktywista Partii Czarnych Panter George L. Jackson.

## Charakterystyka
Jest gangiem więziennym zrzeszającym Afroamerykanów. Oparty jest na strukturze paramilitarnej. Posiada lidera i komitet centralny. Gang działa głównie w więzieniach w Kalifornii i Maryland. Prowadzi działalność także poza placówkami penitencjarnymi. Źródłem utrzymania BGF jest przede wszystkim przemyt i dystrybucja kokainy i marihuany. Gangsterzy zlecają również kradzieże samochodów i morderstwa.
Sojusznikami BGF są Nuestra Familia oraz gangi afroamerykańskie takie jak Crips, Bloods, El Rukns czy Gangster Disciples. Członkowie wspomnianych gangów afroamerykańskich często po wejściu do więzienia przyłączają się do BGF. Przeciwnikami BGF są natomiast Aryan Brotherhood, Texas Syndicate, Aryan Brotherhood of Texas i Mafia meksykańska.

## Liczebność
Grupuje od 100 do 300 pełnoprawnych członków. Liczbę współpracowników gangu szacuje się nawet na 50 tysięcy osób.

## Ideologia
Uchodzi za jeden z najbardziej zideologizowanych gangów więziennych w Stanach Zjednoczonych. BGF wierna jest doktrynie marksizmu–leninizmu i maoizmu. Celami ideologicznymi gangu jest zwalczanie rasizmu, walka o utrzymanie godności więźniów oraz dążenie do obalenia rządu USA.